# Trevor Winkfield
Trevor Winkfield (geboren in 1944) is een in Groot-Brittannië geboren kunstenaar en schrijver.
Winkfield genoot zijn opleiding aan de Leeds Arts University. Hij maakte deel uit van de door Robin Page in het leven geroepen kunstbeweging Jape Art.
- Bibliothèque nationale de France: cb15064118d (data)
- Gemeinsame Normdatei: 12451913X
- International Standard Name Identifier: 0000 0000 8373 5977
- Library of Congress Control Number: n80079963
- Nederlandse Thesaurus van Auteursnamen: 292057423
- Système universitaire de documentation: 110809319
- Union List of Artist Names: 500096065
- Virtual International Authority File: 37853356
- WorldCat: E39PBJfMhTrVD4RqhHybVx8wG3